# The Immaculate Collection
The Immaculate Collection là album tuyển tập đầu tiên của ca sĩ người Mỹ Madonna, phát hành ngày 13 tháng 11 năm 1990 bởi Sire Records và Warner Bros. Records. Đóng vai trò là "một cột mốc đáng tự hào" trong sự nghiệp thăng tiến của cô kể từ khi bước vào ngành công nghiệp âm nhạc năm 1982, album là tập hợp những đĩa đơn thành công nhất của nữ ca sĩ trong suốt thập niên 1980, cũng như hai bản nhạc mới, "Justify My Love" và "Rescue Me". Tất cả những bài hát ra mắt trước đó đều được phối lại thông qua công nghệ âm thanh QSound, trở thành album đầu tiên áp dụng công nghệ trên. Đối với hai bản nhạc mới, Madonna hợp tác với Lenny Kravitz và cộng tác viên lâu năm Shep Pettibone. Tiêu đề của The Immaculate Collection là một cách chơi chữ dựa trên Immaculate Conception, một Thánh Mẫu học của Giáo hội Công giáo. Album được phát hành đi kèm với một ấn phẩm video cùng tên, một đĩa mở rộng với tên gọi The Holiday Collection và một box set mang tên The Royal Box.
Sau khi phát hành, The Immaculate Collection nhận được sự hoan nghênh rộng rãi từ các nhà phê bình âm nhạc, trong đó họ đánh giá cao việc sử dụng công nghệ QSound và coi đây là một tác phẩm định nghĩa hoàn hảo cho âm nhạc thập niên 1980. Album cũng gặt hái những thành công vượt trội về mặt thương mại, đứng đầu các bảng xếp hạng tại Argentina, Úc, Canada, Phần Lan, Ireland và Vương quốc Anh, đồng thời lọt vào top 10 ở nhiều thị trường khác, bao gồm vươn đến top 5 tại Pháp, Nhật Bản, New Zealand, Tây Ban Nha và Thụy Sĩ. The Immaculate Collection đạt vị trí thứ hai trên bảng xếp hạng Billboard 200 và được chứng nhận 11 đĩa Bạch kim từ Hiệp hội Công nghiệp Ghi âm Hoa Kỳ (RIAA), trở thành album thứ hai của Madonna được chứng nhận Kim cương tại Hoa Kỳ. Tính đến nay, album đã bán được hơn 30 triệu bản trên toàn thế giới, trở thành album tổng hợp bán chạy nhất lịch sử của một nghệ sĩ hát đơn và là một trong những album bán chạy nhất mọi thời đại.
"Justify My Love" được chọn làm đĩa đơn mở đường cho The Immaculate Collection, với một video ca nhạc gây tranh cãi bởi những hình ảnh đậm chất gợi dục. Sau khi bị MTV cấm sóng, video được phát hành dưới dạng VHS và trở thành đĩa đơn video bán chạy nhất mọi thời đại. Bài hát cũng trở thành đĩa đơn quán quân thứ chín của Madonna trên bảng xếp hạng Billboard Hot 100, và lọt vào top 10 ở 17 quốc gia khác. Đĩa đơn thứ hai "Rescue Me" có màn ra mắt cao nhất tại Hoa Kỳ kể từ "Let It Be" (1970) của The Beatles và đạt vị trí thứ chín. Ngoài ra, "Crazy for You" và "Holiday" cũng lần lượt được phát hành lại dưới dạng đĩa đơn tại Vương quốc Anh và đều vươn đến top 5 tại đây. Kể từ khi phát hành, The Immaculate Collection được một số ấn phẩm bình chọn là một trong những album xuất sắc nhất mọi thời đại, bao gồm danh sách 500 album vĩ đại nhất của Rolling Stone. Năm 2001, Madonna phát hành album tuyển tập thứ hai GHV2 (2001), được quảng bá như phần tiếp theo của The Immaculate Collection.

## Danh sách bài hát
| Danh sách bài hát của The Immaculate Collection | Danh sách bài hát của The Immaculate Collection | Danh sách bài hát của The Immaculate Collection | Danh sách bài hát của The Immaculate Collection | Danh sách bài hát của The Immaculate Collection |
| STT                                             | Nhan đề                                         | Sáng tác                                        | Album gốc                                       | Thời lượng                                      |
| ----------------------------------------------- | ----------------------------------------------- | ----------------------------------------------- | ----------------------------------------------- | ----------------------------------------------- |
| 1.                                              | "Holiday"                                       | Curtis Hudson Lisa Stevens                      | Madonna (1983)                                  | 4:06                                            |
| 2.                                              | "Lucky Star"                                    | Madonna                                         | Madonna                                         | 3:38                                            |
| 3.                                              | "Borderline"                                    | Reggie Lucas                                    | Madonna                                         | 4:00                                            |
| 4.                                              | "Like a Virgin"                                 | Billy Steinberg Tom Kelly                       | Like a Virgin (1984)                            | 3:11                                            |
| 5.                                              | "Material Girl"                                 | Peter Brown Robert Rans                         | Like a Virgin                                   | 3:53                                            |
| 6.                                              | "Crazy for You"                                 | John Bettis Jon Lind                            | Vision Quest (1985)                             | 3:46                                            |
| 7.                                              | "Into the Groove"                               | Madonna Stephen Bray                            | Like a Virgin (Tái bản năm 1985)                | 4:10                                            |
| 8.                                              | "Live to Tell"                                  | Madonna Patrick Leonard                         | True Blue (1986)                                | 5:19                                            |
| 9.                                              | "Papa Don't Preach"                             | Brian Elliot Madonna [a]                        | True Blue                                       | 4:09                                            |
| 10.                                             | "Open Your Heart"                               | Madonna Gardner Cole Peter Rafelson             | True Blue                                       | 3:51                                            |
| 11.                                             | "La Isla Bonita"                                | Madonna Leonard Bruce Gaitsch                   | True Blue                                       | 3:48                                            |
| 12.                                             | "Like a Prayer"                                 | Madonna Leonard                                 | Like a Prayer (1989)                            | 5:52                                            |
| 13.                                             | "Express Yourself"                              | Madonna Bray                                    | Like a Prayer                                   | 4:04                                            |
| 14.                                             | "Cherish"                                       | Madonna Leonard                                 | Like a Prayer                                   | 3:53                                            |
| 15.                                             | "Vogue"                                         | Madonna Shep Pettibone                          | I'm Breathless (1990)                           | 5:19                                            |
| 16.                                             | "Justify My Love"                               | Lenny Kravitz Ingrid Chavez Madonna [a]         | Chưa từng phát hành trước đó                    | 5:01                                            |
| 17.                                             | "Rescue Me"                                     | Madonna Pettibone                               | Chưa từng phát hành trước đó                    | 5:32                                            |
| Tổng thời lượng:                                | Tổng thời lượng:                                | Tổng thời lượng:                                | Tổng thời lượng:                                | 73:32                                           |

Notes
- Phiên bản nhạc số và Dolby Atmos của album sử dụng phiên bản "New Mix" của "Lucky Star" (7:15) và phiên bản album của "Borderline" (5:17).[1]
- ^a  nghĩa là viết lời bổ sung

## Xếp hạng
| Bảng xếp hạng (1990–2023)                | Vị trí cao nhất |
| ---------------------------------------- | --------------- |
| Album Argentina (CAPIF)                  | 1               |
| Album Úc (ARIA)                          | 1               |
| Album Áo (Ö3 Austria)                    | 6               |
| Canada Top Albums/CDs (RPM)              | 1               |
| Album Canada (The Record)                | 1               |
| Album Đan Mạch (Hitlisten)               | 4               |
| Album Hà Lan (Album Top 100)             | 10              |
| Album Châu Âu (Music & Media)            | 3               |
| Album Phần Lan (Suomen virallinen lista) | 1               |
| Album Pháp (SNEP)                        | 4               |
| Album Đức (Offizielle Top 100)           | 10              |
| Album Hy Lạp (IFPI)                      | 5               |
| Album Hungaria (MAHASZ)                  | 6               |
| Album Iceland (Tónlist)                  | 6               |
| Album Ireland (IFPI)                     | 1               |
| Album Ý (Musica e dischi)                | 10              |
| Album Nhật Bản (Oricon)                  | 5               |
| Album New Zealand (RMNZ)                 | 3               |
| Album Na Uy (VG-lista)                   | 14              |
| Album Bồ Đào Nha (AFP)                   | 6               |
| Album Nam Phi (RISA)                     | 23              |
| Album Tây Ban Nha (PROMUSICAE)           | 5               |
| Album Thụy Điển (Sverigetopplistan)      | 8               |
| Album Thụy Sĩ (Schweizer Hitparade)      | 3               |
| Album Anh Quốc (OCC)                     | 1               |
| Album Hoa Kỳ Billboard 200               | 2               |
| Album Hoa Kỳ Top R&B/Hip-Hop (Billboard) | 81              |

| Bảng xếp hạng (1990-1999)                 | Xếp hạng |
| ----------------------------------------- | -------- |
| Album Anh Quốc (OCC)                      | 7        |
| Hoa Kỳ Top Pop Catalog Albums (Billboard) | 37       |

| Bảng xếp hạng                   | Xếp hạng |
| ------------------------------- | -------- |
| Album Ireland Nghệ sĩ Nữ (IRMA) | 22       |
| Album Anh Quốc (OCC)            | 12       |

| Bảng xếp hạng (1990)                             | Vị trí |
| ------------------------------------------------ | ------ |
| Album Úc (ARIA)                                  | 5      |
| Album Canada (RPM)                               | 40     |
| Album Hà Lan (Album Top 100)                     | 51     |
| Album Ý (FIMI)                                   | 48     |
| Album Anh Quốc (OCC)                             | 1      |
| Bảng xếp hạng (1991)                             | Vị trí |
| Album Úc (ARIA)                                  | 8      |
| Album Canada (RPM)                               | 9      |
| Album Hà Lan (Album Top 100)                     | 21     |
| Album Châu Âu (Music & Media)                    | 9      |
| Album Pháp (SNEP)                                | 13     |
| Album Đức (Offizielle Top 100)                   | 48     |
| Album Nhật Bản (Oricon)                          | 48     |
| Album New Zealand (RMNZ)                         | 30     |
| Album Thụy Sĩ (Schweizer Hitparade)              | 30     |
| Album Anh Quốc (OCC)                             | 8      |
| Hoa Kỳ Billboard 200                             | 8      |
| Bảng xếp hạng (1992)                             | Vị trí |
| Album Úc (ARIA)                                  | 39     |
| Album Anh Quốc (OCC)                             | 68     |
| Hoa Kỳ Billboard 200                             | 88     |
| Bảng xếp hạng (1993)                             | Vị trí |
| Album Úc (ARIA)                                  | 20     |
| Bảng xếp hạng (1995)                             | Vị trí |
| Hoa Kỳ Top Pop Catalog Albums (Billboard)        | 42     |
| Bảng xếp hạng (1996)                             | Vị trí |
| Hoa Kỳ Top Pop Catalog Albums (Billboard)        | 45     |
| Bảng xếp hạng (1999)                             | Vị trí |
| Hoa Kỳ Top Pop Catalog Albums (Billboard)        | 37     |
| Bảng xếp hạng (2000)                             | Vị trí |
| Album Bỉ (Ultratop Flanders)                     | 97     |
| Album Hà Lan (Album Top 100)                     | 95     |
| Album Phần Lan Quóc té (Suomen virallinen lista) | 133    |
| Album Anh Quốc (OCC)                             | 82     |
| Hoa Kỳ Top Pop Catalog Albums (Billboard)        | 39     |
| Bảng xếp hạng (2001)                             | Vị trí |
| Album Anh Quốc (OCC)                             | 90     |
| Bảng xếp hạng (2002)                             | Vị trí |
| Hoa Kỳ Top Pop Catalog Albums (Billboard)        | 23     |

## Chứng nhận
| Quốc gia | Chứng nhận   | Số đơn vị/doanh số chứng nhận |
| --- | ------------ | ----------------------------- |
| Argentina (CAPIF) | 6× Bạch kim  | 360.000^                      |
| Úc (ARIA) | 12× Bạch kim | 880,000                       |
| Áo (IFPI Áo) | Bạch kim     | 50.000*                       |
| Brasil (Pro-Música Brasil) | 2× Bạch kim  | 500.000*                      |
| Canada (Music Canada) | 7× Bạch kim  | 700.000^                      |
| Đan Mạch (IFPI Đan Mạch) | Bạch kim     | 80.000^                       |
| Phần Lan (Musiikkituottajat) | Bạch kim     | 92,500                        |
| Pháp (SNEP) | Kim cương    | 1,100,000                     |
| Đức (BVMI) | 3× Vàng      | 750.000^                      |
| Hồng Kông (IFPI Hồng Kông) | —            | 20,000                        |
| Ý (FIMI) | 5× Bạch kim  | 500,000                       |
| Nhật Bản (RIAJ) | 4× Bạch kim  | 800.000^                      |
| México (AMPROFON) |              | 800,000                       |
| Hà Lan (NVPI) | 3× Bạch kim  | 300.000^                      |
| New Zealand (RMNZ) | 7× Bạch kim  | 105.000^                      |
| Singapore (RIAS) | —            | 103,000                       |
| Nam Phi (RISA) | Bạch kim     | 50.000*                       |
| Tây Ban Nha (PROMUSICAE) | 3× Bạch kim  | 300.000^                      |
| Thụy Điển (GLF) | Vàng         | 50.000^                       |
| Thụy Sĩ (IFPI) | Bạch kim     | 50.000^                       |
| Anh Quốc (BPI) | 13× Bạch kim | 3.900.000‡                    |
| Hoa Kỳ (RIAA) | 11× Bạch kim | 11.000.000‡                   |
| Tổng hợp |              |                               |
| Toàn cầu | —            | 30,000,000                    |
| * Chứng nhận dựa theo doanh số tiêu thụ. ^ Chứng nhận dựa theo doanh số nhập hàng. ‡ Chứng nhận dựa theo doanh số tiêu thụ và phát trực tuyến. |              |                               |